# SN 1969J
SN 1969J – supernowa odkryta 4 października 1969 roku w galaktyce MCG +05-04-59. W momencie odkrycia miała maksymalną jasność 17,00m.